# Kaul (Kreis Heiligenbeil)
Kaul war ein Ort im Kreis Heiligenbeil in Ostpreußen. Seine Ortsstelle befindet sich heute im Munizipalkreis Rajon Bagrationowsk (Stadtkreis Preußisch Eylau) in der Oblast Kaliningrad (Gebiet Königsberg (Preußen)) der Russischen Föderation.

## Geographische Lage
Die Ortsstelle von Kaul liegt im Südwesten der Oblast Kaliningrad, 14 Kilometer nordöstlich der früheren Kreisstadt Heiligenbeil (heute russisch Mamonowo) bzw. 37 Kilometer nordwestlich der jetzigen Rajonshauptstadt Bagrationowsk (deutsch Preußisch Eylau).

## Geschichte
Im Jahre 1262 wurde das damalige Lauxeinen erstmals urkundlich erwähnt. Das kleine Gehöft hieß nach 1262 Laxenickeym, nach 1437 Luxeynen, nach 1449 Lawxneynen, nach 1451 Luxneinen, um 1575 Luxeinen, nach 1610 Laxneinen, nach 1620 Lachsneinen, nach 1675 Lachneinen und nach 1711 schließlich Kaul.
Als Vorwerk war Kaul ein Wohnplatz und Ortsteil des Gutsbezirks Adlig Pohren  (russisch Rasdolnoje), dem Amtsdorf des Amtsbezirks Pohren im ostpreußischen Kreis Heiligenbeil. Im Jahre 1905 waren in Kaul 22 Einwohner registriert.
Am 30. September 1928 schlossen sich der Gutsbezirk Adlig Pohren und die Landgemeinde Windkeim zur neuen Landgemeinde Windkeim zusammen, deren Ortsteil Kaul damit wurde. Wenig später wurde der Amtsbezirk Pohren folgerichtig in „Amtsbezirk Windkeim“ umbenannt.
Mit dem gesamten nördlichen Ostpreußen kam Kaul 1945 in Kriegsfolge zur Sowjetunion. Danach aber verliert sich seine Spur, weder ist eine russische Namensgebung noch die Zugehörigkeit zu einem Dorfsowjet bekannt. Kaul gilt seither als untergegangener Ort. Seine Ortsstelle liegt im Rajon Bagrationowsk (Stadtkreis Preußisch Eylau) in der russischen Oblast Kaliningrad (Gebiet Königsberg (Preußen)).

## Religion
Kaul war bis 1945 in das Kirchspiel der evangelischen Kirche Bladiau (russisch Pjatidoroschnoje) in der Kirchenprovinz Ostpreußen der Kirche der Altpreußischen Union eingepfarrt.

## Verkehr
Die kaum noch erkennbare Ortsstelle Kauls liegt westlich der Regionalstraße 27A-020 (frühere russische Fernstraße A 194, ehemalige deutsche Reichsstraße 1 und Europastraße 28). Sie ist von Rasdolnoje (Adlig Pohren) aus auf Landwegen erreichbar.